# Massimo Romano
Massimo Romano (Napoli, 29 aprile 1970) è un allenatore di pallacanestro italiano.
Ha allenato per vari anni in Serie A2 ed è stato assistente allenatore in A1.

## Carriera
Ha alle spalle un paio di panchine da primo allenatore a Napoli nel 2005-2006, quand'è subentrato a Roberto Ricchini.
Nel 2014-15, subentra a Tony Valentinetti, di cui era assistente, sulla panchina di Orvieto.
Nel 2018 passa alla Reyer Venezia come vice di Andrea Liberalotto
Dal 2014 è assistente allenatore alla Nazionale Under 20 , con cui ha vinto 3 medaglie (1 oro, 1 argento, 1 bronzo)
Nella stagione sportiva 2022-2023 è capo Allenatore delle Panthers Roseto (Serie A2 femminile)

## Palmarès
- Campionato italiano: 1
Napoli Vomero: 2006-07
- Campionato italiano di Serie A2: 1
Mercede Alghero: 2003-04

 Coppa Italia di Serie A2: 1
Juventus Pontedera: 2007-08
- Campionato Europeo 2014 Under 20 femminile : Medaglia di bronzo
- Campionato Europeo 2016 Under 20 femminile : Medaglia d'argento
- Campionato Europeo 2019 Under 20 femminile :  Medaglia D'oro